# Palaos aux Jeux olympiques d'été de 2004
Cet article contient des informations sur la participation et les résultats du Palaos aux Jeux olympiques d'été de 2004, qui ont eu lieu à Athènes en Grèce. 

## Résultats

### Athlétisme
Bien que les deux athlètes ont terminé à la 53e place, il y avait une différence significative entre Roman, qui s'est classé en dernière position dans son 200 mètres, et Florencio, qui a devancé plusieurs autres coureuses et qui a établi un nouveau record personnel.
200 mètres hommes :
- Russel Roman
  - 1er tour : 24 s 89  (8e dans la 7e série, éliminé, 53e au total)

100 mètres hommes :
- Ngerak Florencio
  - 1e tour, 12 s 76  (7e dans la 3e série, éliminé, 53e au total) (Record personnel)

### Lutte

#### Lutte gréco-romaine
Le seul lutteur du Palaos à Athènes n'a pas pu inscrire un seul point dans ce deux matches et perd ses deux matches avant d'avoir atteint la moitié du combat.
- de 96 kg hommes :
- John Tarkong Jr. 
  - Poule 3
    - Perd contre Genadi Chhaidze du Kirghizstan (0 - 10 ; 1:47)
    - Perd contre Kaloyan Dinchev de la Bulgarie (0 - 11; 2:54)

  - 3e dans la poule, éliminé (0 points techniques, 0 points de classification, 20e au total)

### Natation
La plus jeune athlète olympique de cette année, Evelyn Otto (âgée de 15 ans) a terminé loin derrière le temps nécessaire pour se qualifier pour le tour suivant.
50 mètres nage libre femmes :
- Evelyn Otto
  - Série: 33 s 04  (70e au total, éliminée)

## Officiels
- Président : Alex Merep
- Secrétaire Générale : Baklai Temengil